# شهرستان الازارق
ناحیهٔ الازارق (به عربی: مدیریة الأزارق) یک ناحیه در یمن است که در استان ضالع واقع شده‌است.

## خصوصیات
ناحیهٔ الازارق ۳۷٬۲۹۵ نفر جمعیت دارد.